# Селиминский, Иван
Иван Селиминский (болг. Иван Селимински, 24 декабря 1799, Сливен — 21 августа 1866 или 1867, Галац) — один из самых выдающихся русофильских врачей, писателей и философов Болгарии, один из старейших деятелей периода Болгарского национального возрождения.

## Биография
Иван Селиминский родился в городе Сливен, в богатой купеческой семье, его отцом был Георгий Христов, купец помацкого происхождения. В ранние годы Селиминский остался без родителей, его отец был убит турецкими солдатами, когда ему было 2-3 года, а мать и остальные члены семьи умерли от чумы, пришедшей в тогдашнюю Болгарию в 1812 году. Благодаря большому капиталу своей семьи, он получил начальное образование в одной из самых богатых греческих школ Болгарии, под влиянием греческого профессора Теофилоса Каириса он, как и большая часть возрожденцев в Болгарии, начал формировать грекоманскую идентичность и болгарскую региональную идентичность. Он начал идентифицировать себя как грек и активно участвовал в войне за освобождение Греции. Он находился в тесном сотрудничестве с греческим революционером Петаром Моралиатой во время войны за независимость Греции. Когда Селиминский закончил начальную школу, он отправился в Айваль, город на территории современной Турции, чтобы получить среднее образование.
Закончив образование, он начал выезжать за границу в качестве гастарбайтера, а также начал участвовать в греческих революционных организациях, таких как Филики Этерия, которая в то время располагалась в Одессе. Селиминский начал путешествовать по Западной Европе, Южной Европе, побывал в Италии, Австрии и Франции, его основной задачей было распространение греческого языка среди мигрантов из Болгарии в Европе. В Брашове он пытался создать организацию болгарского народа, но безуспешно. В 1825 году, пытаясь распространить греческий язык в Болгарии, он открыл греческую школу в своём родном городе Сливен. Его школа стала знаменитой. В 1826 году он основал тайное братство в Сливене, которое заботилось о бедных людях города. Оно состояло из 11 душ — выдающихся возрожденцев из Сливена. Он основал ещё одно тайное братство в Шумене в 1827 году. В 1828-1829 годах он был директором греческой школы в Пловдиве.
В 1828 году, с началом русско-турецкой войны, он стал больше идентифицировать себя как русофил, с помощью других возрожденцев вернулся в родной город Сливен и начал организовывать массовое переселение населения Сливена в Бессарабию, Россию и Румынию, по словам самого Селиминского, удалось переселить на эти территории более 4000 семей. Сам он также переехал в Одессу, которая в то время была частью России. После этого Селиминский начал работать учителем греческого языка в разных школах, в частности, в Галаце и Бухаресте. Но ему предложили работать в Рошиори-де-Веде, Румыния, из-за большого количества эмигрантов из Болгарии в городе. Примерно в этот период Селиминский впервые начал общаться с выдающимся греческим поэтом Василием Априловым. В 1835-1837 годах он был профессором в Берязке, селе недалеко от города Плоешти. Он регулярно менял школу, в которой преподавал греческий и французский языки, но в 1840 году решил окончить медицинский факультет в Афинах. Он работал в больницах недалеко от Флоренции, Парижа, Сиены и в Австрии.
В 1853 году, с началом Крымской войны в России, Селиминский, как русофил, стал участвовать как медицинский брат для раненых русских солдат во время боя, он также участвовал в работе русофильского комитета эмигрантов из Болгарии, участвовавших во время сражений в качестве солдат русской армии, за это и за свою храбрость получил две русские медали. После войны он участвовал в комитете людей из Болгарии, которые хотели иметь собственную автокефальную церковь в Османской империи, и участвовал в качестве делегата от Бухареста на встрече, проходившей в Стамбуле. Но это предприятие не стало успешным. В 1863 году он возглавил празднование в Праге 1000-летия принятия христианства в Чехии. В 1867 году Иван умер в Измаиле.